# Там, Алан
А́лан Там или А́лан Там Вин Лунь (англ. Alan Tam Wing-Lun, кит. 譚詠麟) — гонконгский актёр, певец и продюсер. Родился в Гонконге 23 августа 1950 года. В 1980-х годах был очень популярным исполнителем романтических баллад в современной обработке. Алан Там также известен под псевдонимом «Счастливый Лунь» (кит. 幸運麟 — игра слов, по произношению созвучно со словосочетанием «Колесо судьбы») и «Директор» (кит. 校長/譚校長), так как в своё время являлся директором в одной из гонконгских школ.
Снялся почти в 50 кинофильмах, сыграл, в том числе, и с таким знаменитым актёром, как Джеки Чан. Четырежды номинировался в категории «Лучшая песня к фильму» на гонконгском кинофестивале (англ. Hong Kong Film Awards) в 1983 и 1985 годах. Дважды удостоился награды как «Лучший актёр» на Golden Horse Awards. Обожает морепродукты. Является  капитаном гонконгской футбольной команды знаменитостей. Рост Алана Тама составляет 174 см.

## Биография
Отцом Алана Там Вин Луна был прославленный футболист из Гонконга Там Кон Пак. Но по стопам отца Алан не пошёл. Ещё в школе он полюбил музыку. Тогда же, в юношестве, вместе с друзьями организовал собственную группу «Looser». На одном из музыкальных конкурсов ребята получили приз, стали выступать в ряде телешоу. Группа распалась в 1971 году, когда Алан отправился в Сингапур познавать азы экономических наук. После учёбы он возвратился в Гонконг, где продолжил карьеру музыканта в коллективе The Wynners, исполнявшем западные хиты. Пик популярности группы пришёлся на середину-конец 1970-х гг. Музыкантов много приглашали на разные мероприятия. В составе The Wynners выступал известный певец Кенни Бии, чей вокал заметно выделялся на фоне остальных. Бии на протяжении многих лет был солистом группы. Алана, естественно, не устраивала роль второй скрипки в The Wynners, поэтому он решился на отчаянный шаг — порвал с коллективом и стал выступать самостоятельно. Первый сольный альбом назывался «Непослушный ребёнок» (кит. 反斗星) и был выпущен в 1979 году. Успех Таму принесла песня «Осенняя любовь» (кит. 愛在深秋), которую он впервые исполнил в 1984 году. Попутно Алан Там стал сниматься в кино, даже получил несколько кинонаград в категориях «Лучший актёр». Наиболее известные роли в фильмах с Джеки Чаном «Доспехи бога» (1986) и в комедийно-пародийной киноленте с Энтони Вонгом «Мастер Вонг против мастера Вонга» (1993).

## Избранная фильмография
1. 1976 — Я достану тебя
2. 1981 — Ревизор
3. 1981 — Весёлая парочка
4. 1982 — Девушка с пушкой
5. 1982 — Нужны двое
6. 1982 — Ночные грёзы
7. 1982 — Подвергаться опасности
8. 1982 — Пока смерть не напугает нас
9. 1982 — Возвращение дьявола
10. 1983 — Хитрая игра
11. 1983 — Призрак любви
12. 1984 — Другая сторона джентльмена
13. 1985 — Искренне твой
14. 1985 — С Новым годом
15. 1986 — 100 способов убить жену
16. 1986 — Безумная миссия счастливых звезд
17. 1986 — Доспехи бога — Алан
18. 1986 — 100 способов убить вашу жену
19. 1987 — Богат и знаменит
20. 1987 — Ты моя судьба
21. 1988 — Воин любви
22. 1988 — Семья драконов
23. 1988 — Звезда романтики 2
24. 1989 — Кодекс удачи
25. 1989 — Налётчики на казино
26. 1989 — Полицейский-коротышка
27. 1990 — Герой в колготках
28. 1990 — Круто сваренные 2: Последняя кровь
29. 1990 — Кто рискует — побеждает
30. 1990 — Ключи от сейфа
31. 1991 — Вечеринка многочисленной семьи
32. 1991 — Алан и Эрик: Между «привет» и «пока»
33. 1992 — Однажды в Китае жил-да-был герой
34. 1993 — Мастер Вонг против мастера Вонга
35. 1996 — Время чудес
36. 1996 — Мерцай, мерцай, звёздочка
37. 1997 — Безумная миссия’97
38. 2003 — Мужчины неожиданно в чёрном
39. 2004 — Цзян Ху
40. 2010 — А вот и богатство
41. 2011 — Неутомимая мода
42. 2011 — 72 героя
43. 2013 — Я люблю Гонконг 2013
44. 2016 — Гангстерская комедия
45. 2018 — Дом растущих сыновей
46. 2018 — Спецагент мистер Чан